# Kościół San Polo w Wenecji
Kościół San Polo – rzymskokatolicki kościół w Wenecji w dzielnicy (sestiere) San Polo, dedykowany św. Pawłowi. Administracyjnie należy do Patriarchatu Wenecji. Jest kościołem rektorskim w parafii Santa Maria Gloriosa dei Frari.
Z wystroju wnętrza wyróżniają się: XV-wieczny, drewniany strop w kształcie stępki statku, cykl 14 obrazów Via Crucis (Droga Krzyżowa) w Oratorio del Crucifisso, Chwała aniołów i Zmartwychwstanie, wszystkie pędzla Giandomenica Tiepola oraz Ostatnia Wieczerza Jacopa Tintoretta.

## Historia
Według dawnych kronik kościół San Polo został ufundowany w 837 roku na polecenie doży Pietra Tradonica. W XII i XV wieku został przebudowany. Pewne niezręczne renowacje, dodatki i usunięcia zostały przeprowadzone w 1804 roku przez Davida Rossiego i częściowo usunięte w 1927 roku, dzięki czemu przywrócono między innymi drewniany strop w kształcie stępki statku i rozetę, oba z XV wieku.

## Historia parafii
Niejasny jest natomiast czas i okoliczności jego erygowania przy kościele parafii, ale przypuszczalnie miało to miejsce nie później niż w XI wieku, w okresie, w którym zostały określone struktury administracyjne, religijne i cywilne w mieście. W 1228 roku przy kościele utworzono Congregazione di San Polo (Zgromadzenie św. Pawła), jedno z dziewięciu zgromadzeń weneckiego duchowieństwa. Do 1807 roku kościół miał status kolegiaty, której kapituła składała się z trzech kapłanów, jednego diakona i jednego subdiakona.
Na mocy dekretu napoleońskiego Królestwa Włoch z 5 czerwca 1805 roku (oraz kolejnych dekretów) zainicjowano w Wenecji proces kasat i przekształceń kościołów i klasztorów oraz zmian granic parafii. W 1810 roku parafia przy kościele została zniesiona, a jej teren, razem z terenem parafii San Tommaso, włączono do nowo powstałej parafii Santa Maria Gloriosa dei Frari, zaś kościół San Polo został zdegradowany do rangi kościoła filialnego. W 1839 roku został konsekrowany przez patriarchę Giacoma Monica. W 1923 roku erygowano przy nim stały wikariat. W latach 1928–1966 był kościołem parafialnym, a w 1966 roku zyskał status kościoła rektorskiego, zależnego od parafii Santa Maria Gloriosa dei Frari.

## Architektura

### Kościół
Fasada kościoła jest obecnie przesłonięta przez Oratorio del Crocifisso, natomiast z pobliskiego Corte de Cafetier widoczna jest gotycka rozeta z łukami trójlistnymi i nieregularnymi łukami czterolistnymi. Wejście do kościoła prowadzi przez portal w ścianie południowej. Apsydy wychodzą na Campo San Polo i są udekorowane płaskorzeźbami, w tym XIV-wieczną płaskorzeźbą Madonny z Dzieciątkiem na tronie ze św. Piotrem i św. Pawłem.

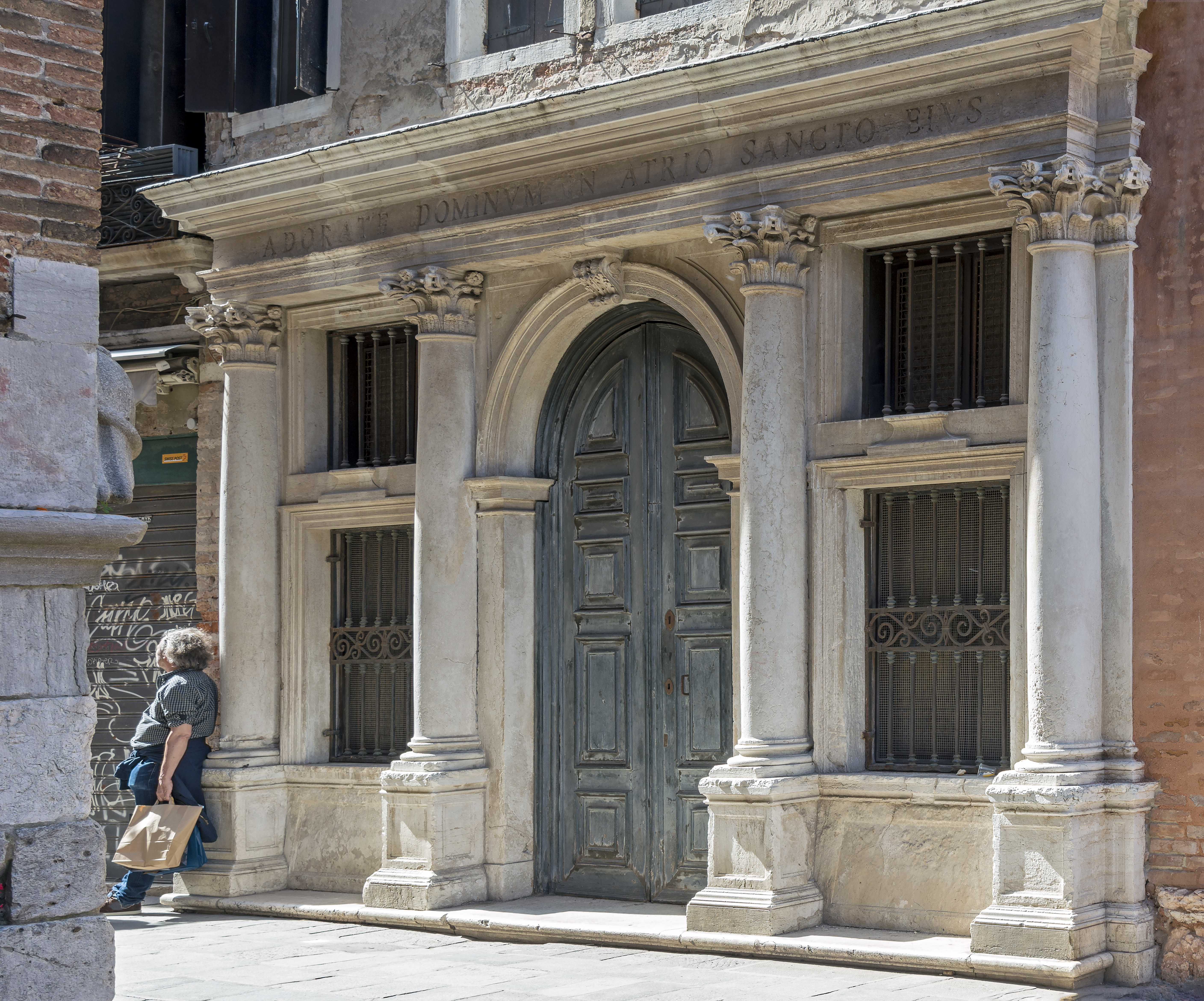
Fasada Oratorio del Crocifisso
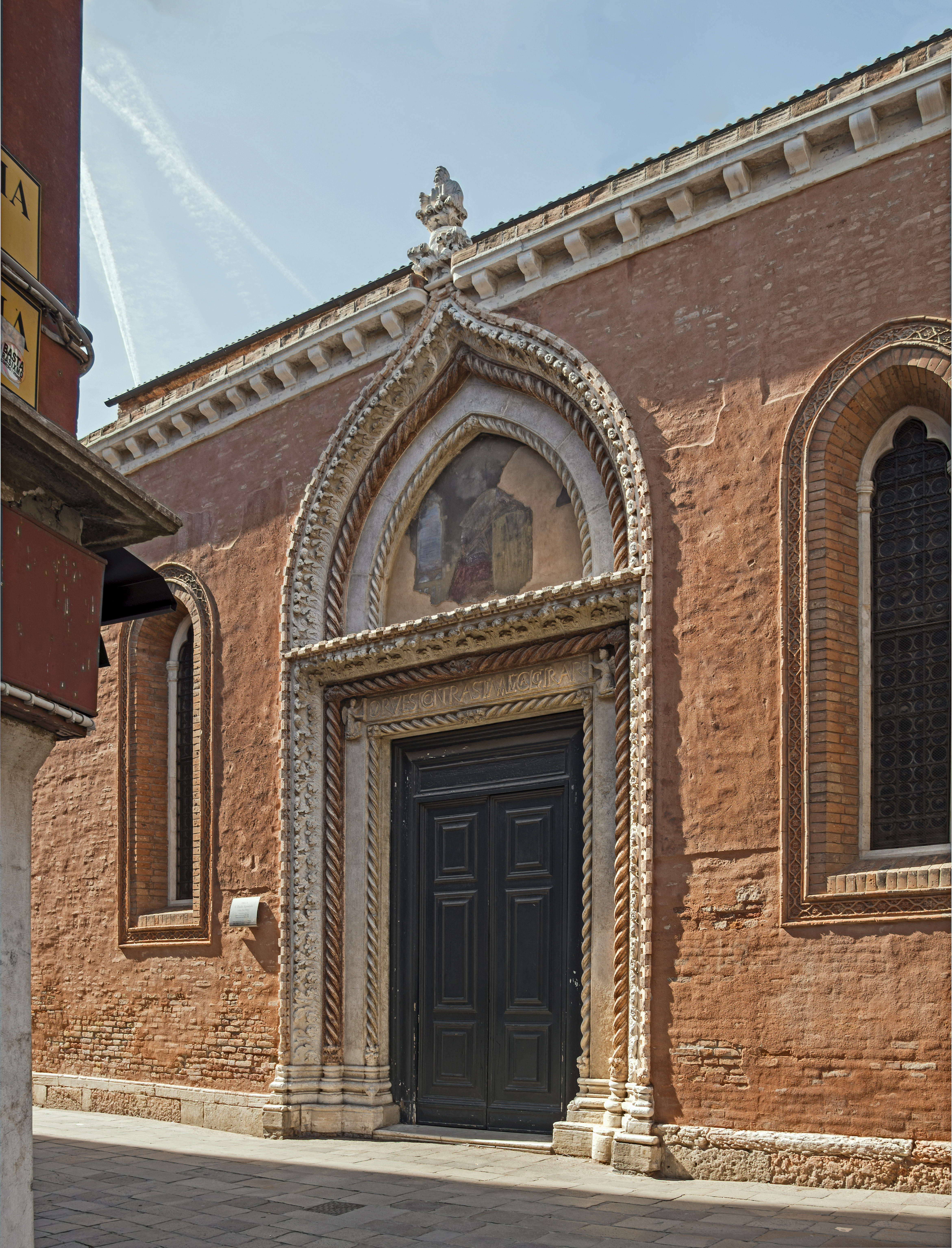
Portal w ścianie bocznej
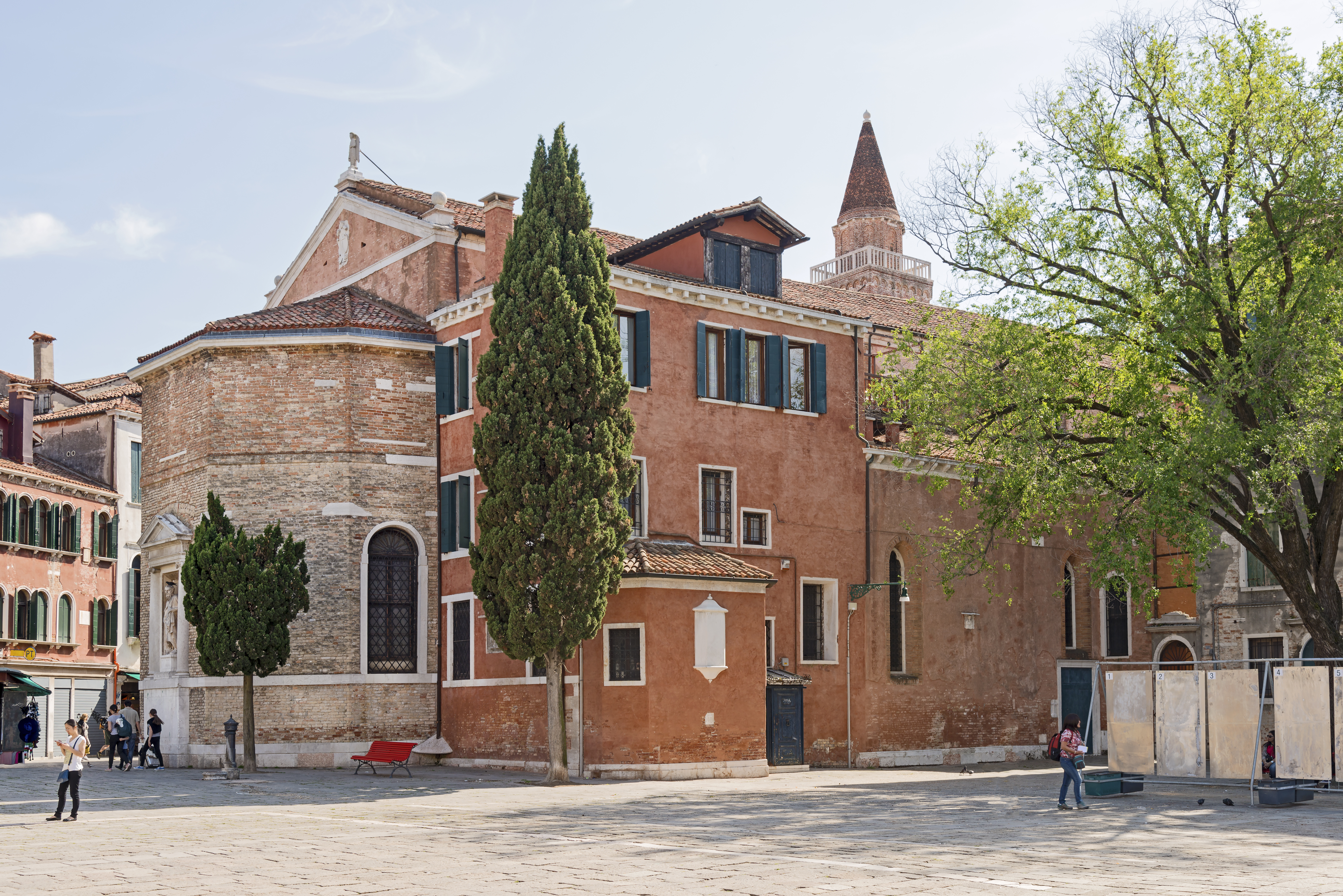
Apsyda centralna
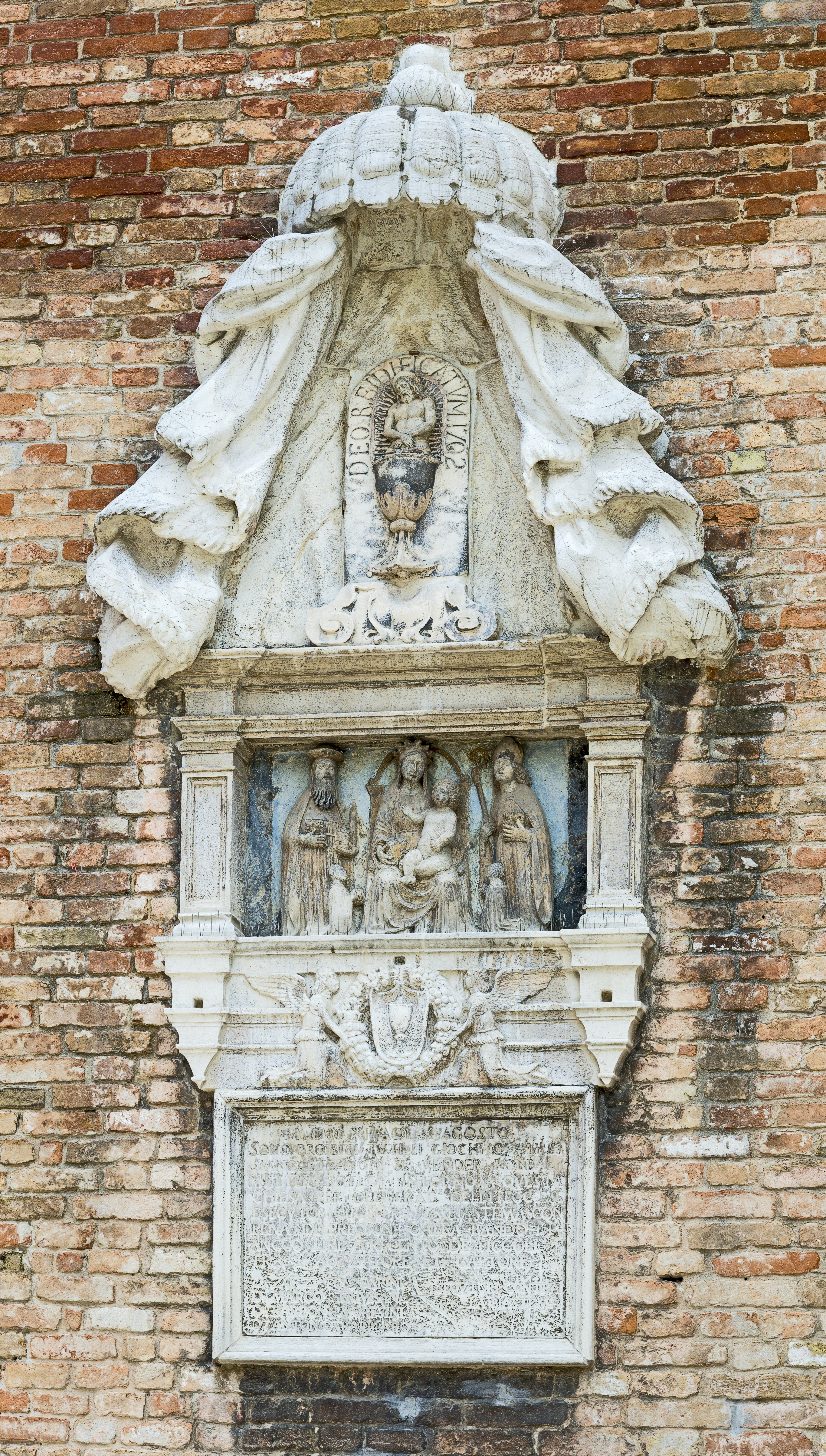
Płaskorzeźba Madonna z Dzieciątkiem na tronie ze św. Piotrem i św. Pawłem na ścianie kaplicy Santissimo Sacramento
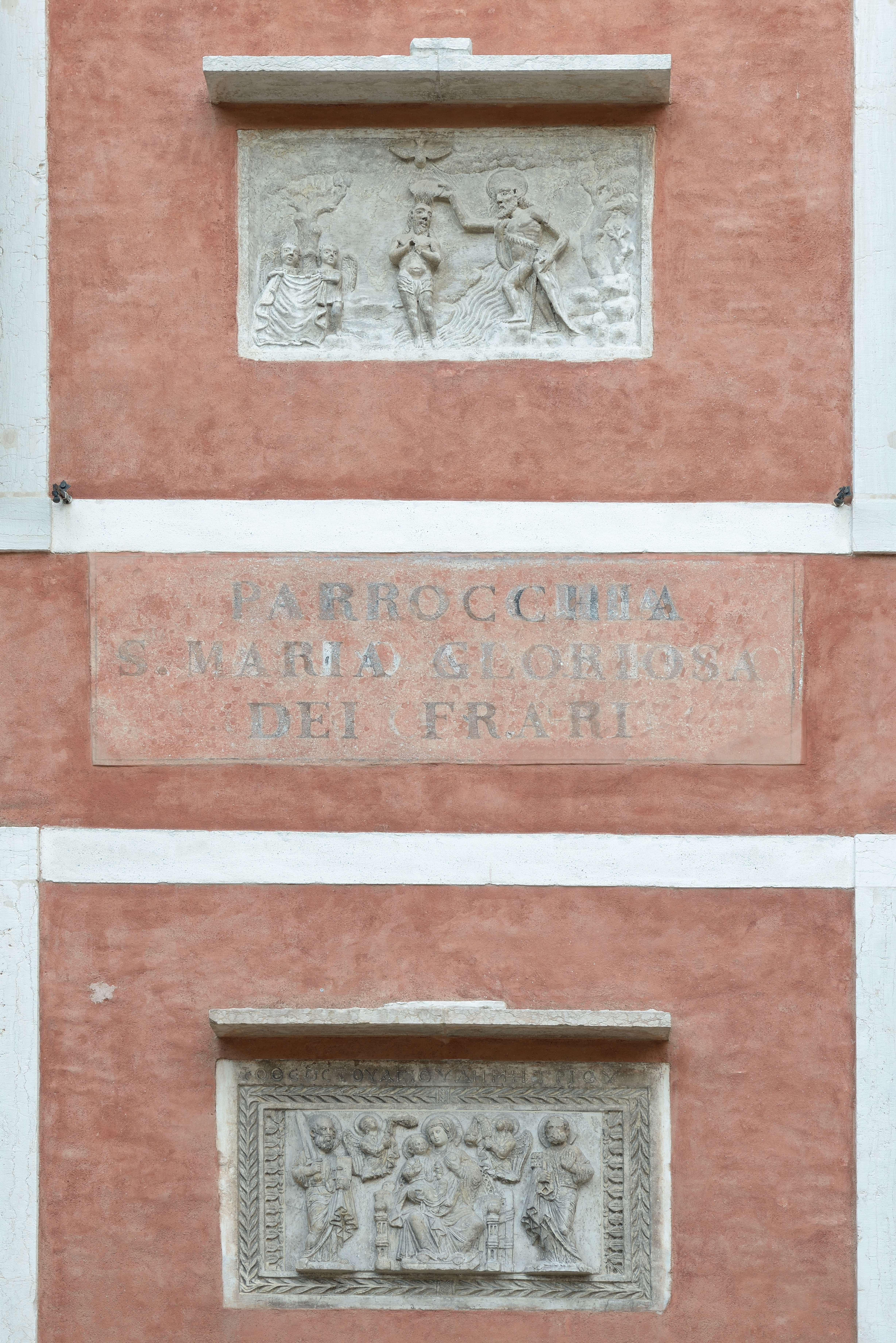
Płaskorzeźby Chrzest Jezusa i Madonna i święci

### Kampanila

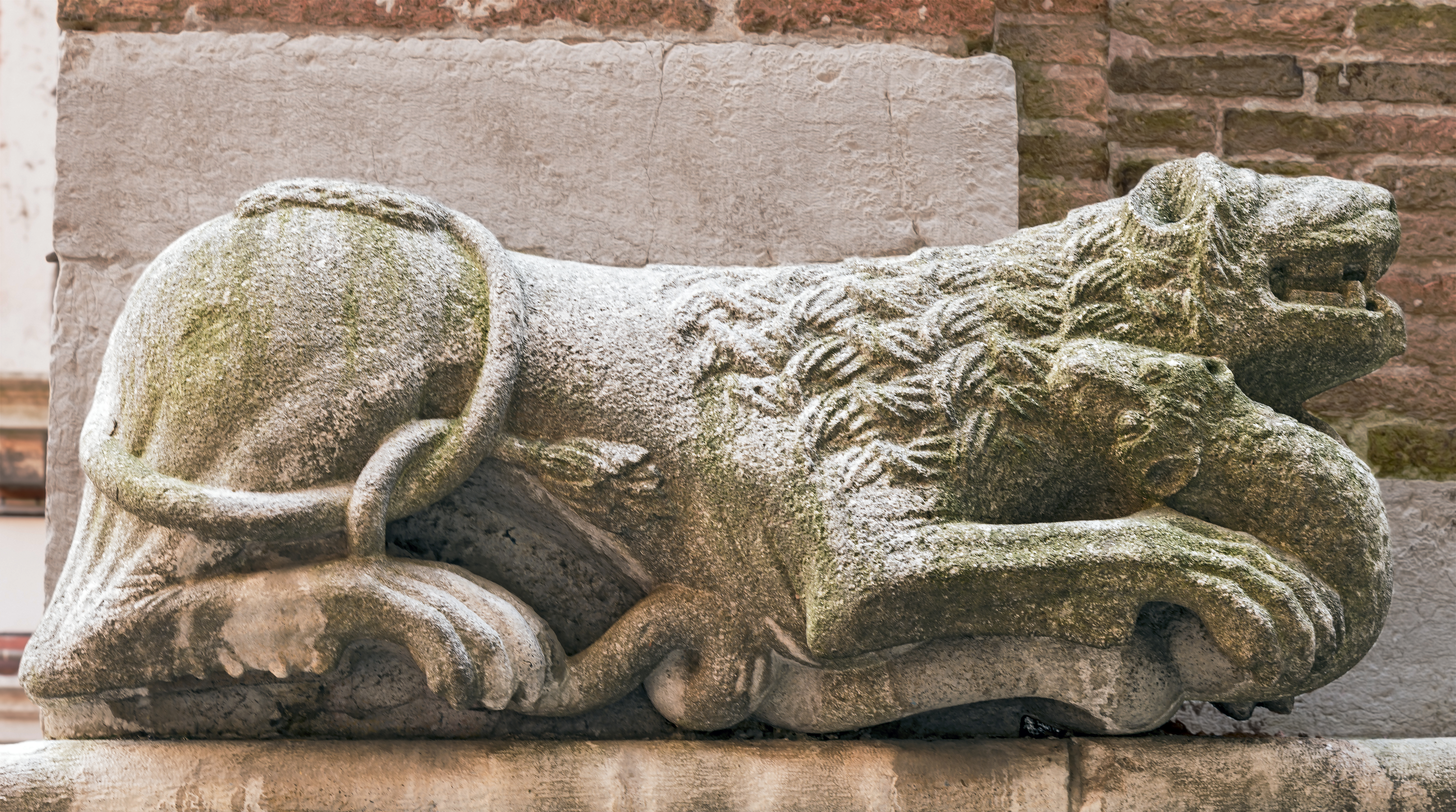
Lew z lewej strony drzwi

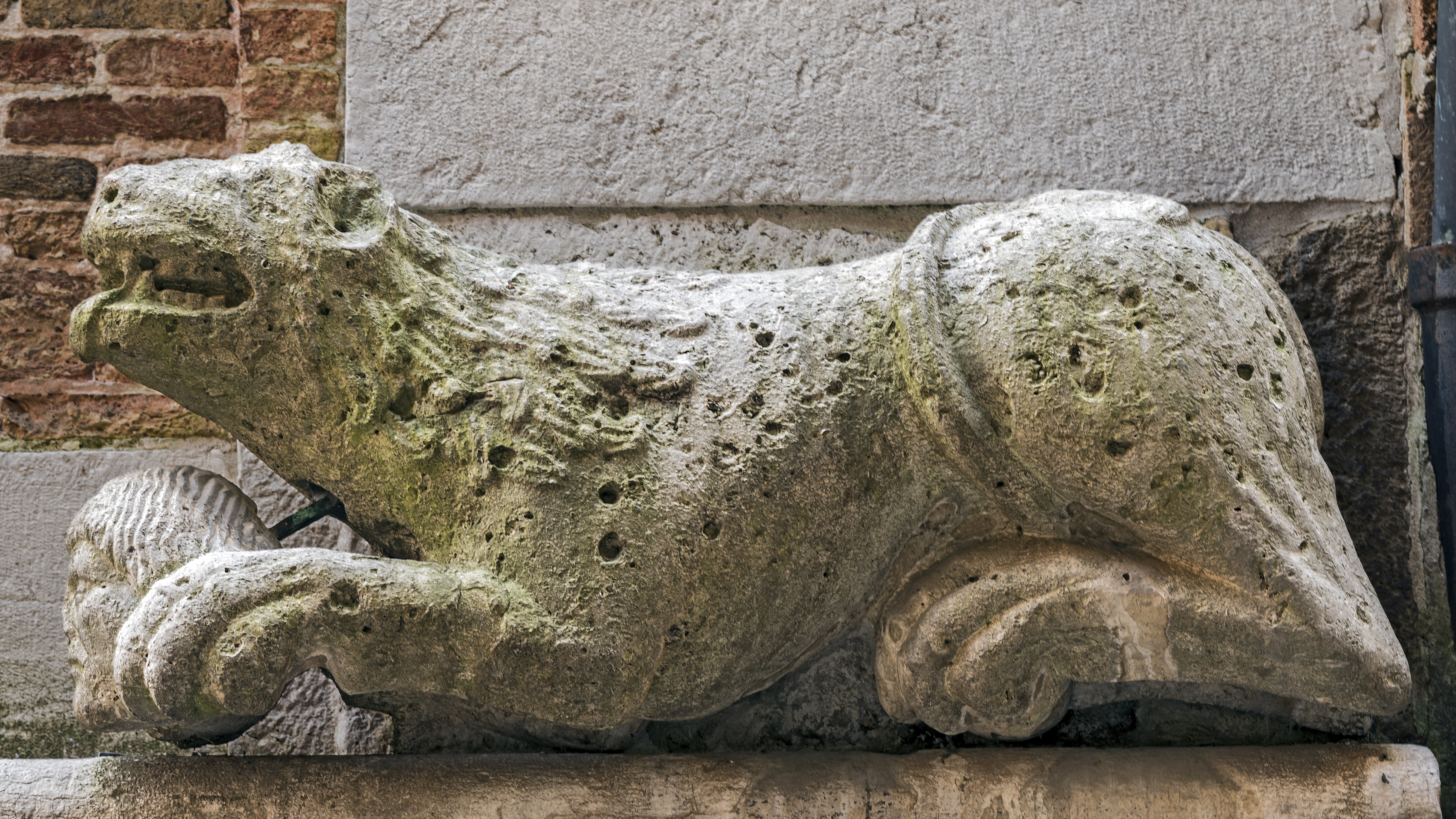
Lew z prawej strony drzwi

Wolno stojąca kampanila została zbudowana, według znajdującej się na niej inskrypcji, w 1362 roku. W jej drzwiach znajdują się dwa rzeźbione lwy, jeden z wężem w pysku, drugi z ludzką głową w łapach. Ten ostatni według podań nawiązuje do kary przez ścięcie, jaką poniósł doża Marino Faliero za spisek przeciwko Republice Weneckiej lub do takiej samej kary, jaką poniósł hrabia Carmagnola. Studnia została przywrócona w 1884 roku a iglica i komora dzwonna w 1909 roku. Kampanila ma 26 wysokości i dzwony napędzane ręcznie.

## Wnętrze
W przeciwieństwie do innych weneckich kościołów San Polo nigdy nie został całkowicie przebudowany, zachował więc oryginalne, trójnawowe założenie, typowe dla architektury wenecko-bizantyńskiej. Liczne zmiany sprawiły jednak, iż nie jest to budynek jednorodny stylistycznie. W czasie pierwszej przebudowy (XIV i XV wiek) pojawiły się w nim elementy gotyckie: ornamenty, ostrołuki w nawach i rozeta na fasadzie, a w bocznej ścianie monoforia i portal, przypisywany Bartolomeo Bonowi. Przebudowa z lat 1804–1838 miały charakter klasycystyczny; w jej trakcie wymieniono kolumny nawy głównej i zamurowano niektóre otwory okienne, przebijając jednocześnie inne. Została przebudowana apsyda, zyskując plan półośmiokąta i łukowo zakończone okna. W wyniku XX-wiecznej rekonstrukcji usunięto zbędne, XIX-wieczne ozdoby przywracając częściowo elementy XV-wieczne, w tym strop w kształcie stępki statku, analogiczny do tych, jakie mają kościoły San Giacomo dall’Orio i Santo Stefano.

### Dzieła sztuki

#### Oratorio del Crocifisso

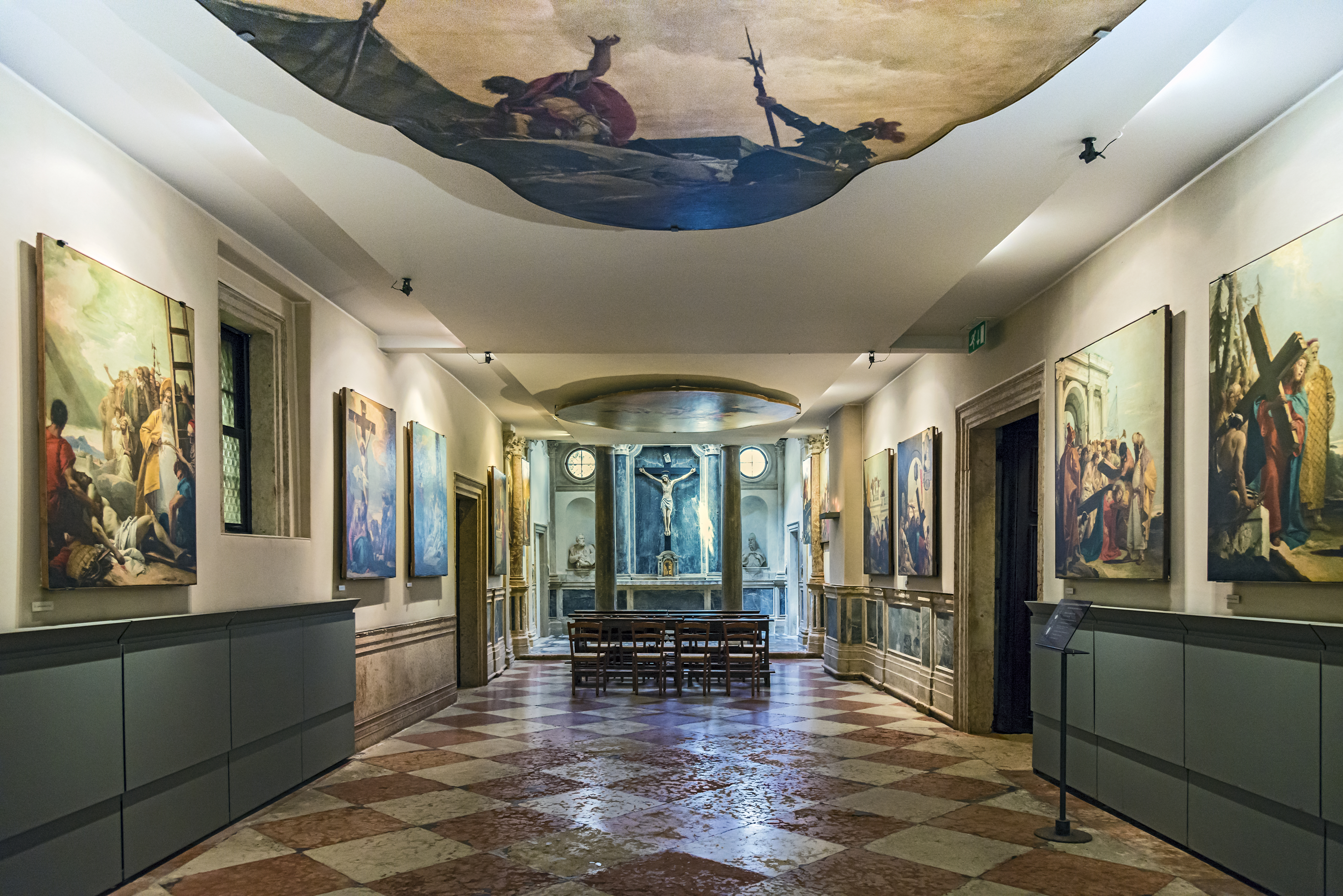
Oratorio del Crocifisso – wnętrze

Przy wewnętrznej ścianie fasady znajduje się XVIII-wieczne Oratorio del Crocifisso, w całości ozdobione malowidłami Giandomenica Tiepola, w tym 14 obrazami z lat 1749–1750, przedstawiającymi stacje Drogi Krzyżowej (Via Crucis), będące wyrazem osobistego i dojrzałego stylu tego artysty. W każdej z dramatycznych scen znajdują się różne postacie z życia codziennego XVIII-wiecznej Wenecji, takie jak kobiety z klejnotami, Turcy w turbanach, czy bawiące się dzieci. Artysta dodał energii poszczególnym scenom poprzez zastosowanie bardzo jasnych kolorów. Pozostałe obrazy Giandomenica Tiepola to: Św. Filip Neri, Św. Jan Nepomucen, Święci Helena i Makary, Św. Wincenty Ferreriusz na ścianach oraz dwa obrazy na suficie: Chwała aniołów i Zmartwychwstanie Chrystusa, oba z lat 1747–1749.

#### Nawa prawa
Na ścianie, po lewej stronie bocznego wejścia znajduje się obraz Ostatnia Wieczerza Jacopa Tintoretta oraz obraz Najświętsza Maryja Panna Wniebowzięta i święci, przypisywany jego szkole. Po prawej stronie wejścia znajduje się Madonna z Dzieciątkiem pędzla Pietra Zandomeneghiego (XIX w.).

#### Nawa lewa
Na ścianie nawy lewej znajdują się obrazy (w kolejności od Oratorio del Crocifisso): Święty Sylwester chrzczący cesarza Konstantyna Paola Piazzy (XVII w.), Najświętsze Serce Jezusa Jacopa Guarany z 1802 roku, Najświętsza Maryja Panna objawiająca się św. Janowi Nepomucenowi Giambattisty Tiepola z 1754 roku, namalowany przypuszczalnie na zamówienie króla polskiego Augusta III, który przekazał kościołowi relikwie tego świętego oraz Kazanie Świętego Pawła Paola Piazzy (XVII w.).

#### Nawa główna
W nawie głównej znajdują się obrazy anonimowego XIX-wiecznego twórcy, przedstawiające czterech ewangelistów i sceny z życia św. Pawła.

#### Prezbiterium
W lewej bocznej kaplicy apsydialnej znajdują się obrazy Zaślubiny Maryi z Józefem Paola Veronese oraz Św. Piotr anonimowego twórcy. Prezbiterium zdobią obrazy Palmy Młodszego: Przekazanie kluczy św. Piotrowi (1625), Św. Piotr wysyłający św. Marka do nauczania ewangelii w Akwilei (1625), Nawrócenie świętego Pawła (1595–1600), Kuszenie św. Antoniego Opata i Uwolnienie św. Antoniego Opata (oba z około 1600 roku) oraz XVI-wieczny obraz Św. Wawrzyniec wśród wyznawców szkoły Bonifacia de' Pitati. Wystroju dopełniają dwie brązowe rzeźby Alessandra Vittorii: Św. Paweł i Św. Antoni Opat). Kaplicę Santissimo Sacramento (w prawej apsydzie) zdobią XVIII-wieczne freski Gioacchina Pizzoli: Chwała aniołów i sceny ze Starego Testamentu oraz XVI-wieczne obrazy Giuseppe Porty: Droga na Kalwarię, Złożenie do grobu, Chrystus w Ogrodzie Oliwnym i Obmycie stóp.

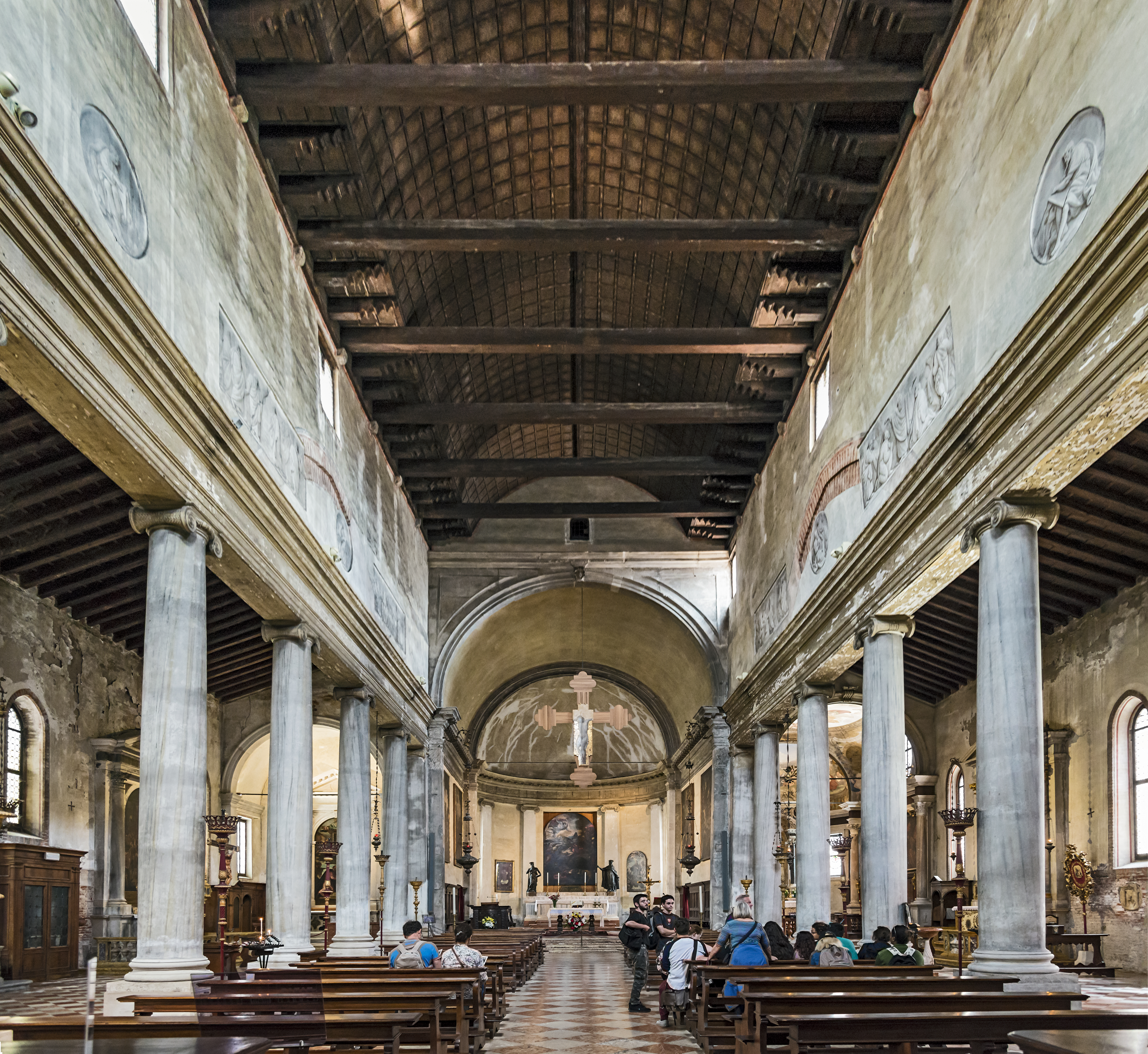
Nawa główna – widok w kierunku prezbiterium
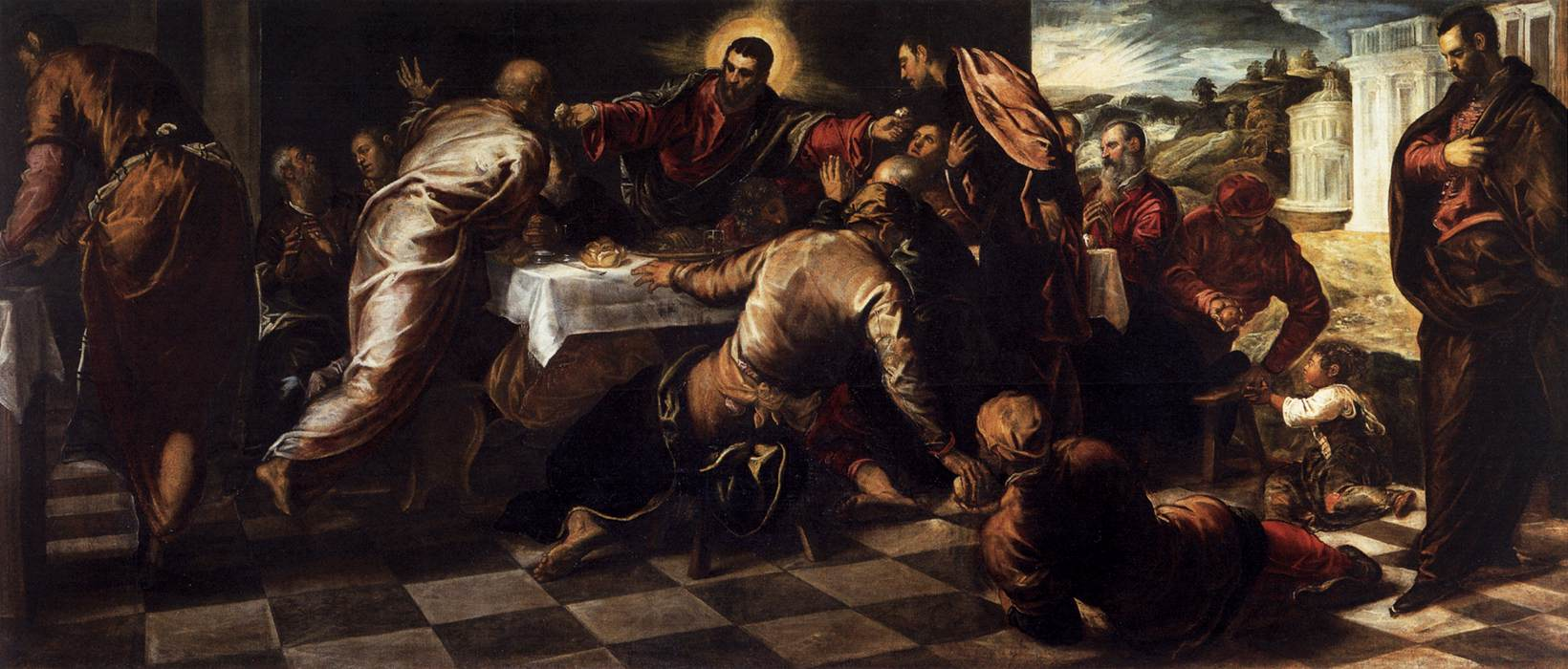
Jacopo Tintoretto, Ostatnia wieczerza, ok. 1570
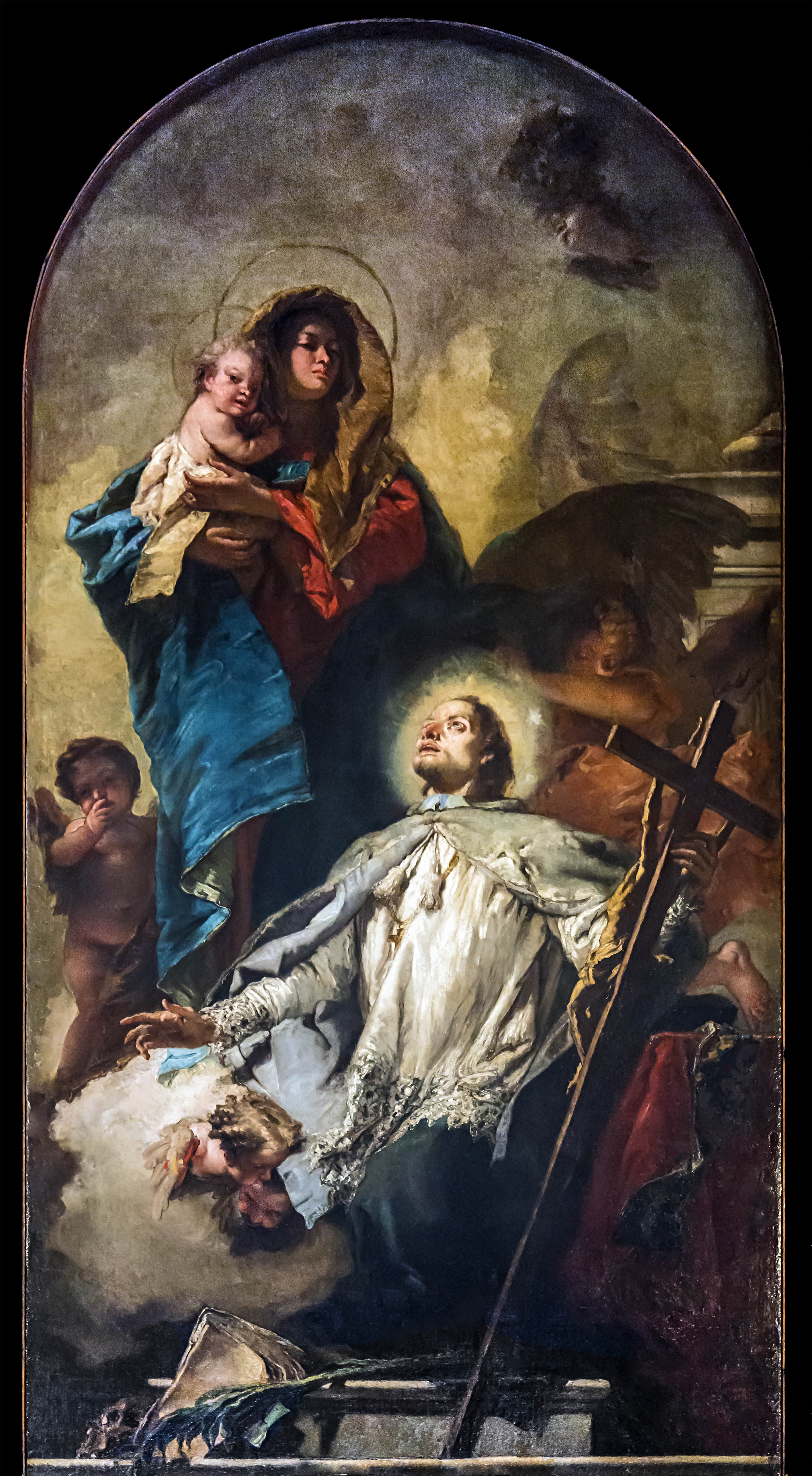
Giovanni Battista Tiepolo, Najświętsza Maryja Panna objawiająca się św. Janowi Nepomucenowi, 1754